# Vilaiete de Bagdá
```
   |-
       |
Erro:
:  
valor não especificado para "
nome_comum
"

   |-
       | 
Erro:
:  
valor não especificado para "
continente
"
```

O Vilaiete de Bagdá (Língua Otomana: ولايت بغداد, Vilâyet-i Bagdad, Turco Moderno: Bağdat Vilâyeti, Árabe: ولاية بغداد) era uma divisão administrativa de primeiro nível (vilaiete) do Império Otomano no atual Iraque. A capital era Bagdá.
No início do século XX, supostamente tinha uma área de 54 503 milha quadradas (140 000 km2), enquanto os resultados preliminares do primeiro censo Otomano de 1885 (publicados em 1908) deram à população 850.000. A precisão dos números da população varia de "aproximada" a "meramente conjectural" dependendo da região da qual eles foram reunidos.

## História

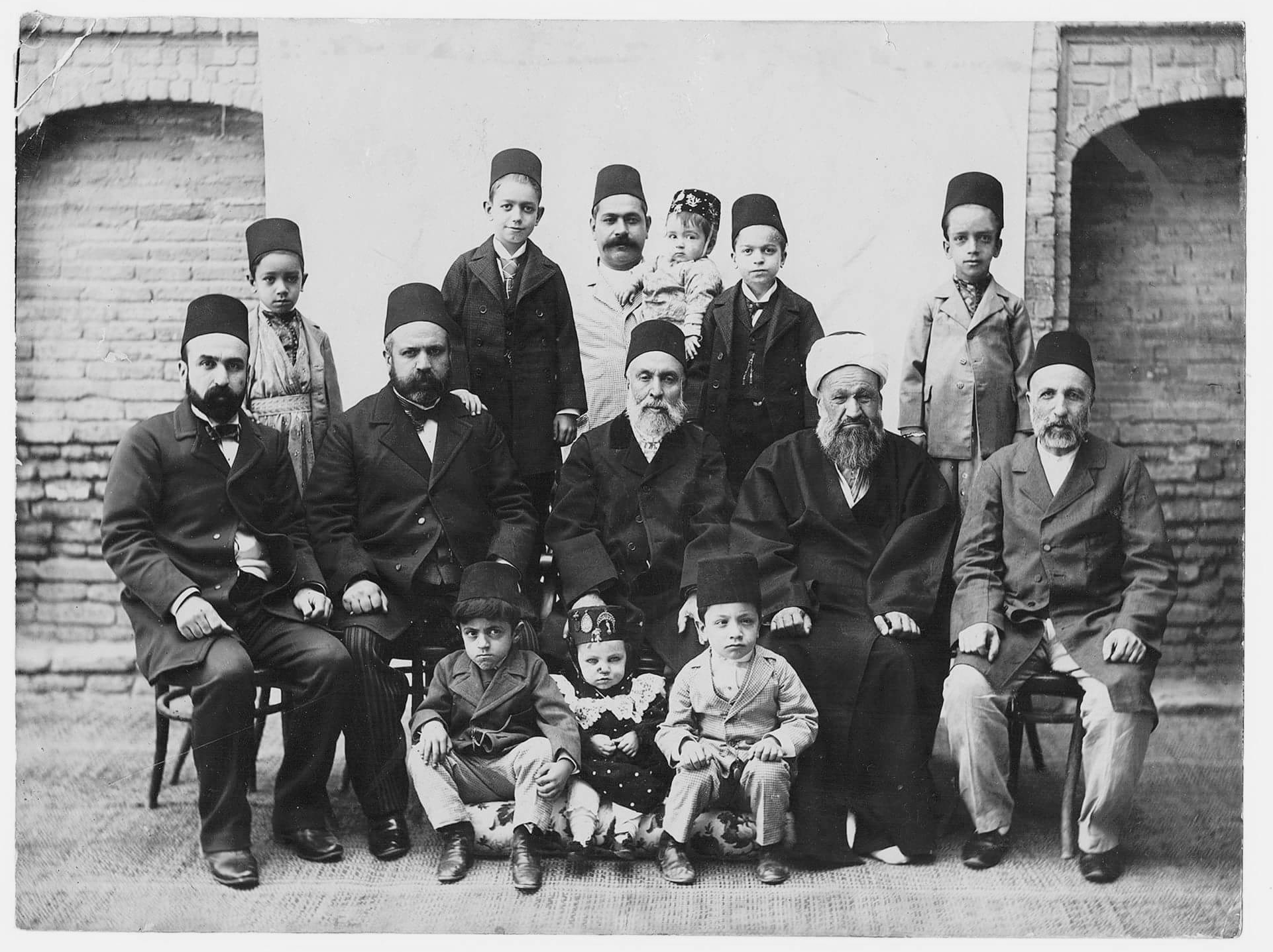
Família do Governor Al-shakir Effendi em Bagdá, 1901

Em 1869, Midhat Pasha foi inaugurado como governador de Bagdá. Ele estendeu a jurisdição Otomana até á cidade de al-Bida, depois de estabelecer sua autoridade em Négede. Em janeiro de 1872, o Qatar foi designado como uma unidade administrativa (kaza) sob o Sanjaco de Négede. No entanto, as relações com as autoridades Otomanas tornaram-se hostis tanto em al-Bida quanto em Négede, o que eventualmente levou à Batalha de Al Wajbah, onde os otomanos foram derrotados.

## Divisões Administrativas
Sanjacos do vilaiete:
1. Sanjaco de Bagdá
2. Sanjaco de Divaniye
3. Sanjaco de Carbela
4. Sanjaco de Négede; 1875, então parte do Vilaiete de Baçorá[4]

## Governantes
Governadores notáveis do Vilaiete:
- Hafiz Amade Midhat Shefik Paxá (Março de 1869 - Novembro de 1871)
- Giritli Sırrı Pasha